# Jezioro Cegielne
Jezioro Cegielne (niem. Ziegel See) – niewielkie jezioro w Bruździe Zbąszyńskiej, w powiecie międzyrzeckim, w gminie Pszczew, położone na terenie Pszczewskiego Parku Krajobrazowego.

## Charakterystyka
Jezioro otoczone łąkami oraz terenami uprawnymi, leży około 1 km na południowy wschód od miejscowości Wrony, kilkaset metrów na wschód od północnych brzegów jeziora Chłop. Misa jeziora ma wydłużony kształt, który jest charakterystyczny dla jezior rynnowych.